# P-Sports
『P-Sports〜目指せ、ポケモンバトルマスター!〜』（ピースポーツ〜めざせ、ポケモンバトルマスター!〜）は、インターネットテレビ局AbemaTVのウルトラゲームスチャンネルで2018年1月24日から6月9日まで配信されていたeスポーツ番組。
Twitterでの当番組を示すハッシュタグは「#ピースポ」。
AbemaTVが2018年1月21日より開設したゲーム専門チャンネル「ウルトラゲームス」設立時のレギュラー番組のひとつだった。

## 概要
ニンテンドー3DS用ソフト『ポケットモンスター ウルトラサン・ウルトラムーン』のポケモンバトルにフォーカスを当てた番組。「P-Sports」という名称はポケモン×E-Sportsから。
人気ゲーム実況者やポケモンバトルの猛者など様々な「最強」のポケモントレーナーが挑戦者となり、番組側で結成した「P-Sports四天王」の4人と1人ずつポケモンバトルを行う。挑戦者が四天王全員に勝利すると殿堂入りとなり「P-Sportsチャンピオン」の称号と、番組限定のピカチュウトロフィーが贈呈される。1度でも敗れるとその時点で挑戦失敗となる。勝ち抜き人数の状況により、放送回1回で挑戦者が2名登場することもある。
ポケモンバトルのレギュレーションはシングルバトルのフラットルールを採用。ポケモン6匹を見せ合い、その中から3匹を選出する。なお、見せ合う6匹のポケモンは固定であり、番組途中で変更することはできない。四天王は自分以外のバトルの観戦もできるため、バトルを行うごとに挑戦者の手の内がばれていってしまい、挑戦者側がかなり不利であると言える。
#9では、#8-9の挑戦者全員を0人抜きに封じ込めた影響もあってか、「P-Sports四天王ドリームトーナメント」と称して四天王同士のポケモンバトルが行われた。このトーナメントでは挑戦者とのバトルとは違うポケモンに組み替えた四天王もいた。
2018年6月9日にはP-Sports四天王vsシン・四天王の対決を軸とした3時間スペシャルが配信された。

### P-Sportsニュース
#1と#3で番組の中盤に挿し込まれたコーナーでポケモンのイベントなどの情報を紹介。#1では「第3回ポケモン竜王戦」、#3では「ポケモンセンター メガトウキョー」が紹介された。

### ポケモン武者修行の旅!
P-Sports四天王として実力の劣るはじめしゃちょーがアメリカとブラジルへ渡り、スタッフが声をかけた世界レベルの実力を誇る「海外四天王」とポケモンバトルを行う外伝番組。内容は本配信とは別に、本配信を行っていない間の土曜日にAbemaビデオでアメリカとブラジルの1戦ずつのみ公開されていたが、#7としての4戦まとめての本配信が行われた。
はじめしゃちょーの単身ロケとなり、通訳なしで自力で強豪トレーナーの元に辿り着かねばならない。その道中の様子も収録されている。現地でポケモンGOを遊ぶ様子も配信された。

### P-Sports名勝負列伝
#6で行った配信内容。四天王が今まで行ったポケモンバトルを振り返り、その時の心情や戦略を語りながらバトルの映像を見返す。振り返りののちにリベンジマッチや四天王同士のポケモンバトルも行われる。
#6では四天王からライバロリともこうが、挑戦者からハクシュウが参加。また、もこう対ハクシュウ、もこう対ライバロリのポケモンバトルが新たに行われた。

## 出演者

### MC
お笑いコンビ・TKOの2人が務める。「名勝負列伝」等の本編以外の配信回は出演しない。
- 木本武宏

司会を担当。#3より出演。#8からは木下が不出演のため、番組チェアマン代理を担当。最終回の#11は不出演。
挑戦者が「赤緑」と発言した際に亀の名前と勘違いしたり、ゲッコウガの名前を知っていても姿を知らなかったりする程度にポケモンについては疎い。
- 木下隆行

番組チェアマンを担当。#3まではタイトルコールを行っていた。別番組のロケのため、#8からの回は出演していない。最終回の#11で復帰。
四天王の誰が挑戦者と対戦するかは都度、木下が決める。

### P-Sports四天王
AbemaTVが招集した、各業界「最強」を自称するポケモントレーナーたち。各配信回メンバーは固定ではなく、随時入れ替わりが行われている。番組での勝率は#8時点（武者修行の旅や名勝負列伝、ドリームトーナメントは含まず）。
- はじめしゃちょー

勝率：0%（0勝3敗）　番組による紹介は「YouTuber最強？」、外伝では「復活のYouTuber最強？」
ポケモン歴は番組出演が決まってからの1ヶ月程度で、実力は他の四天王より劣り「四天王最弱」と自虐する。しかし、2018年1月開催「第3回ポケモン竜王戦」では小学生相手ながら1勝を上げており、将来性は未知数。現状は四天王の一番槍として挑戦者と戦い、情報を引き出す役目になってしまっている。#3からは海外への武者修行の旅に出され、四天王から一時的に外されたが、そのまま番組が最終回を迎えたためスタジオに戻ってくることはなかった。
#3からは幕間の別コーナーで修行に向かうまでの様子が取り上げられた。修行の様子（P-Sports外伝）はAbemaビデオで別に配信されたのち、#7として修行の様子が全編にわたって配信された。
| #1-2   | ミミッキュ                      | カプ・コケコ | アーゴヨン | バシャーモ | ギャラドス | ポリゴン2  |
| #7(米) | ランドロス (れいじゅうフォルム) | カプ・コケコ | アーゴヨン | バシャーモ | ガブリアス | ハッサム   |
| #7(伯) | ランドロス (れいじゅうフォルム) | カプ・コケコ | ポリゴン2  | バシャーモ | テッカグヤ | メタグロス |

- ヒロシ（ロバート・山本博）

勝率：50%（3勝3敗）　番組による紹介は「芸能界最強」
ポケモンシリーズの総プレイ時間は2000時間を越える。テレビ東京『ポケモン☆サンデー』などのポケモン関連番組に出演していた関係で子供のポケモントレーナーからの人気がある。弟子が6000人もいると番組内では紹介されているが、これはファンの子供1人1人を「○番弟子」として呼んでいったところ、6000番弟子にまで達してしまったことから。ゲーム中のプレイヤー名は「ひひひろし」になっている。
番組チェアマンの木下が不出演の際は、ヒロシが挑戦者と対戦する四天王を決める。
番組中では運の良さ（本人いわく人間力）を発揮し、要所要所で引きの良さを見せる。
| #1-2 | テッカグヤ | キュウコン (アローラのすがた) | コータス     | バシャーモ | ガブリアス   | サマヨール                  |
| #3-5 | テッカグヤ | ボーマンダ                    | カプ・コケコ | マンムー   | ポリゴン2    | ガラガラ (アローラのすがた) |
| #8-9 | テッカグヤ | ボーマンダ                    | カプ・コケコ | マンムー   | カプ・テテフ | ギャラドス                  |

- ライバロリ

勝率：66%（4勝2敗）　番組による紹介は「ゲーム実況界最強」
ニコニコ動画の公式大会である2017年8月開催「『ポケットモンスター サン・ムーン』ゲーム実況者最強決定戦」（シングルバトル）で優勝したゲーム実況者。各環境でトップレートに君臨し、動画配信のために現在は仕事も辞めて生計を立てている。
「武者修行の旅」では「はじめしゃちょーの師匠」として、はじめしゃちょーのポケモンバトルの際に音声出演している。
#6の「名勝負列伝」にも出演。
| #1-2   | アーゴヨン   | ランドロス (れいじゅうフォルム) | ヒードラン                      | ボルトロス (れいじゅうフォルム) | ミミッキュ | ルカリオ |
| #3-5   | ギルガルド   | ボーマンダ                      | カバルドン                      | ボルトロス (れいじゅうフォルム) | ゲッコウガ | ルカリオ |
| #6     | シルヴァディ | サザンドラ                      | キノガッサ                      | ボルトロス (れいじゅうフォルム) | ギャラドス | ルカリオ |
| #9     | ドサイドン   | サザンドラ                      | モロバレル                      | ポリゴン2                       | ミミッキュ | ルカリオ |
| #9(DT) | ラティアス   | ロトム (ヒートフォルム)         | ランドロス (れいじゅうフォルム) | ヒードラン                      | ミミッキュ | ルカリオ |

- 喰い断

勝率：75%（3勝1敗）　番組による紹介は「日本3位 『PJCS2017』マスターカテゴリ」
2017年6月開催「ポケモンジャパンチャンピオンシップス2017」『サン・ムーン』部門・マスターカテゴリで3位に輝いた実績を持ち、同年8月開催「ポケモンワールドチャンピオンシップス2017」『サン・ムーン』部門・マスターディビジョンにも招待選手として出場した。ポケモン対戦メディアサイト「APPDATE」のライターの一人でもある。運要素を最重視したバトルスタイルを好み、命中率の低い一撃必殺技での決着に挑む博打プレイを見せたこともある。九州から収録スタジオまで来ているがポケモンバトルへの参加回数は少なく、まるで東京観光だと揶揄される。
| #2-4 | メタグロス | カプ・レヒレ | リザードン | グライオン | サンダー | ミミッキュ |
| #9   | メタグロス | カプ・レヒレ | バイバニラ | グライオン | サンダー | ミミッキュ |

- もこう

勝率：33%（1勝2敗）　番組による紹介は「ポケモンバトル界の帝王」
武者修行に出たはじめしゃちょーに代わり、#3より四天王の一人に加わる。
かつてポケモン対戦解説動画「厨ポケ狩り講座」を投稿していたゲーム実況者。解説のサントスからは、ポケモン実況を始めた人の大半は彼の影響だろうとまで言われるポケモンバトル実況界のカリスマ。オンライン対戦環境では普段見掛けないポケモンを本番組では使っていくと宣言している。#3-5出演時はサングラスで顔を隠しており、負けたらサングラスを外すように木下から言われている。
#6の「名勝負列伝」にも出演。
| #3-5 | ボーマンダ | マリルリ | ギギギアル | メガヤンマ | ヘルガー | ランドロス (れいじゅうフォルム) |
| #6   | ボーマンダ | カビゴン | ドンカラス | レアコイル | ヘルガー | エーフィ                        |

- あゆみん

勝率：100%（1勝0敗）　番組による紹介は「ポケモンバトル界 新帝王」
師と仰ぐもこうに代わり、#8より四天王の一人に加わる。彼の紹介の際には背景にもこうの影が写っている。
#4では挑戦者として出演したゲーム実況者。レート2500オーバーを豪語するが、レート1位の数値が2500もないため完全なる嘘であり、「詐欺師」と評される。しかし、挑戦者として出場した#4はP-Sportsチャンピオンまであと1人のところまで行くほどの実力も持っている。サングラスをかけて、ボリュームの凄いかつらと付け鼻、付け髭などを蓄え、素顔が分からない異様な見た目をしている。もこうを師匠と仰ぎ、四天王として出場した回はもこうをリスペクトしたポーズや戦法も取り入れていた。
#11でもこう復帰の際にはシン四天王を結成し、再び対角線側に回る。
| #8     | クチート   | ポリゴン2 | マッギョ     | クレセリア | ジュナイパー | ボーマンダ |
| #9(DT) | メタグロス | ポリゴン2 | アクジキング | ドヒドイデ | ジュナイパー | グライオン |

挑戦者として出場した際の使用ポケモンは#配信回・挑戦者の項を参照。

### 実況・解説
番組の主たるポケモンバトル中の実況と解説を担当。ポケモンバトル中、対戦者は彼らの実況・解説を聞くことなく、ヘッドホンを使用して無言になる。
- 石川賢利

実況を担当する声優。様々なポケモン関連大会で実況・MCの経験を持つ。「名勝負列伝」の配信回は出演しない。
- サントス

解説を担当するゲーム実況者。「武者修行の旅」や「名勝負列伝」でも担当。「ポケモンワールドチャンピオンシップス」の解説担当経験もあり、分かりやすい解説に定評がある。

### アシスタント
ポケモンバトル中は実況・解説席の横に、その他の場面ではMCの横につく女性アシスタント。
- 根岸愛（PASSPO☆）[注 5] - #1 - 2、#11、#3は「P-Sportsニュース」に出演
- 岡田紗佳 - #3 - 5、#8 - 10

## 配信回・挑戦者
「名勝負列伝」での再戦者、『はじめしゃちょーのアメリカ・ブラジル縦断ポケモン武者修行の旅!』での対戦相手もここに含める。
| #  | 配信日         | 挑戦者 | 番組での紹介                                                                                 | 使用ポケモン |
| -- | -------------- | --- | -------------------------------------------------------------------------------------------- | --- |
| 1  | 2018年 1月24日 | ユウタ | 早稲田大学ポケモンサークル最強 偏差値70のインテリポケモントレーナー                          | カバルドン / リザードン / ガルーラ ミミッキュ / ゲッコウガ / カプ・テテフ                                           |
| 1  | 2018年 1月24日 | チシャねこ | フリーター最強 "TIME is POWER"レーティング2000オーバーの怪物                                 | パルシェン / ランドロス(れいじゅうフォルム) / ミミッキュ ゲンガー / キノガッサ / デンジュモク                       |
| 2  | 2月3日         | キヨシロウ | 日本1位 「PJCS2016」シニアカテゴリ(中学生) ポケモンバトル界の若き天才                        | ゲンガー / カプ・ブルル / ハッサム ロトム(ヒートフォルム) / ニョロトノ / キングドラ                                 |
| 2  | 2月3日         | グラ | ゲーム実況界のホープ 実況者大会総なめの超実戦派！                                            | ラティオス / ハッサム / カプ・コケコ リザードン / ランドロス(れいじゅうフォルム) / スイクン                         |
| 3  | 2月17日        | ハクシュウ | 週刊ファミ通最強 ポケモン担当ライター                                                        | ゾロアーク / リザードン / フェローチェ ギャラドス / ユクシー / ジャローダ                                           |
| 4  | 3月3日         | あゆみん | I am 天才詐欺師 ゲーム実況界の新たな刺客                                                     | バンギラス / マッギョ / ブルンゲル キノガッサ / テッカグヤ / ボーマンダ                                             |
| 5  | 3月17日        | 山口女流二段 （山口恵梨子） | 将棋界最強 攻める大和撫子                                                                    | カバルドン / ギャラドス / アーゴヨン テッカグヤ / サンダー / ドリュウズ                                             |
| 5  | 3月17日        | みょん | ポケモンバトル界のリビングレジェンド 世界トレーナーランキングのトップ                        | ツンデツンデ / カプ・レヒレ / ランドロス(れいじゅうフォルム) ボルトロス(れいじゅうフォルム) / ウルガモス / ガルーラ |
| 6  | 3月31日        | 「P-Sports名勝負列伝」として配信。この他、もこう対ライバロリの四天王同士のバトルも行われた。                                            | 「P-Sports名勝負列伝」として配信。この他、もこう対ライバロリの四天王同士のバトルも行われた。 | 「P-Sports名勝負列伝」として配信。この他、もこう対ライバロリの四天王同士のバトルも行われた。                        |
| 6  | 3月31日        | ハクシュウ | （名勝負列伝での再戦）                                                                       | ゾロアーク / リザードン / フェローチェ ボルトロス(れいじゅうフォルム) / カプ・テテフ / ポリゴン2                    |
| 7  | 4月7日         | 「P-Sports外伝はじめしゃちょーのアメリカ・ブラジル縦断ポケモン武者修行の旅」として配信。                                                | 「P-Sports外伝はじめしゃちょーのアメリカ・ブラジル縦断ポケモン武者修行の旅」として配信。     | 「P-Sports外伝はじめしゃちょーのアメリカ・ブラジル縦断ポケモン武者修行の旅」として配信。                            |
| 7  | 4月7日         | エンジェル・ミランダ | マンハッタンの堕天使                                                                         | ランドロス(れいじゅうフォルム) / テッカグヤ / ミミッキュ ボルトロス(れいじゅうフォルム) / バシャーモ / カプ・テテフ |
| 7  | 4月7日         | チュッパクロス | ブルックリンのスーパーコンピュータ                                                           | カバルドン / ポリゴン2 / ボーマンダ カプ・コケコ / ギルガルド / ミミッキュ                                          |
| 7  | 4月7日         | ギリェルメ・ゴメス | 変幻自在の魔術師                                                                             | エルフーン / イーブイ / ラティアス ラッキー / テッカグヤ / カプ・レヒレ                                             |
| 7  | 4月7日         | レアンドロ | 神に選ばれし男                                                                               | ゲンガー / ジュナイパー / ギルガルド ドーブル / ガラガラ(アローラのすがた) / ゲッコウガ                             |
| 8  | 4月14日        | あら | ポケモンバトル界のガリレオ レーティング2000超えの科学者                                      | メタグロス / ジャラランガ / カプ・コケコ ランドロス(れいじゅうフォルム) / リザードン / ミミッキュ                   |
| 8  | 4月14日        | 夢咲楓 | バーチャルYouTuber最強 レーティングバトル10戦無敗                                            | カバルドン / ボーマンダ / ポリゴン2 カプ・コケコ / ギルガルド / カミツルギ                                          |
| 9  | 4月28日        | しみず | ポケモンバトル界の悪童 "勝利至上主義"レーティング2000超え                                    | アーゴヨン / ギャラドス / オニゴーリ ミミッキュ / フーディン / カバルドン                                           |
| 9  | 4月28日        | Refu | ポケモンバトル界のアニキ ゲーム実況界のパイオニア                                            | フシギバナ / レアコイル / リザードン パルシェン / カメックス / メタモン                                             |
| 9  | 4月28日        | この他、「P-Sports四天王ドリームトーナメント」が行われ、 第1戦（喰い断vsあゆみん）と第2戦（ヒロシvsライバロリ）の途中までが配信された。 |                                                                                              | |
| 10 | 5月12日        | 「P-Sports四天王ドリームトーナメント」第2戦の続き、決勝戦を配信。                                                                       | 「P-Sports四天王ドリームトーナメント」第2戦の続き、決勝戦を配信。                            | 「P-Sports四天王ドリームトーナメント」第2戦の続き、決勝戦を配信。                                                   |
| 11 | 6月9日         | 「P-Sports四天王」vs「シン四天王」 | 「P-Sports四天王」vs「シン四天王」                                                           | 「P-Sports四天王」vs「シン四天王」                                                                                  |
| 11 | 6月9日         | ルイ （栗原類） | シン・芸能界最強 日本を代表するファッションモデルにして 芸能界屈指のポケモントレーナー       | カプ・コケコ / テッカグヤ / バシャーモ カプ・テテフ / ラッキー / ボーマンダ                                         |
| 11 | 6月9日         | あみゅ | シン・ゲーム実況界最強 西のライバロリ、東のあみゅ                                            | アグノム / カプ・レヒレ / ハッサム ボロトロス / バンギラス / ヒートラン                                             |
| 11 | 6月9日         | あゆみん | ポケモンバトル界のシン・帝王 反逆のPスポーツ四天王                                           | ボーマンダ / ドククラゲ / ヒードラン マンムー / ラピアス / ジュナイパー                                             |
| 11 | 6月9日         | ビエラ | シン・世界最強 ポケモンWCS2015マスターディビジョン優勝                                       | カバルドン / リザードン / カプ・テテフ ギルガルド / キノガッサ / ポリゴン2                                          |
| 11 | 6月9日         | ケイスケ | 第3期ポケモン竜王 大人たちをねじ伏せたポケモンバトル新世代の象徴                             | ボルトロス(れいじゅうフォルム) / メタグロス / ヒートラン カプ・リヒレ / ガブリアス / ミミッキュ                     |

このほかAbemaビデオ限定で配信枠に入りきらなかった四天王トーナメントの最弱決定戦を#10番外編として、#11 芸能界最強・ヒロシvsシン芸能界最強・ルイ完全版を#11番外編として配信。

## スタッフ
- プロデューサー／ディレクター：西本篤史（EAST FACTORY）
- ディレクター：久留島雄樹（EAST FACTORY）
- 制作協力：イースト・ファクトリー[20]、ベドラム[1]